# Semaeopus orbona
Semaeopus orbona är en fjärilsart som beskrevs av William Schaus 1912. Semaeopus orbona ingår i släktet Semaeopus och familjen mätare. Inga underarter finns listade i Catalogue of Life.